# Taito Legends
Taito Legends är en datorspelssamling utgivna av det japanska företaget Taito. Spelsamlingen finns utgiven för Playstation 2, Microsoft Windows och Xbox. Spelsamlingen har en uppföljare, Taito Legends 2.